# Super Fruit Fall
Super Fruit Fall è un videogioco, sviluppato da Nissimo e pubblicato da System 3. Le versioni del gioco per Wii, PSP e PlayStation 2 sono state sviluppate da SLAM Productions. Inoltre è stata pubblicata una versione per Nintendo DS.